# Dennica
Dennica szlovák nyelven megjelenő havilap volt a Magyar Királyságban. Terézia Vansová alapította 1898-ban Rózsahegyen. 1907-től František Votruba adta ki Liptószentmiklóson. A lap célközönsége elsősorban a falusi nők voltak. Példányszáma 3000 volt.  